# Ентомофторальні
Ентомофторальні (Entomophthorales) — порядок грибів. Традиційно відновився до відділу зигомікотових грибів, але в 2012 році виділений у клас Entomophthoromycetes відділу Entomophthoromycota. Більшість видів є паразитами комах, декілька нападають на нематод, кліщів і тихоходів, а деякі (зокрема, види роду Conidiobolus) є вільноживучими сапротрофами. Крім того, є паразити шапинкових грибів, водоростей і папоротей.

## Систематика
- Zygaenobia[sv] Weiser 1951
- родина Ancylistaceae[en] Schröter 1893
  - Ancyclistes Pfitzer 1872
  - Conidiobolus Brefeld 1884 emend. Humber 1989
  - Macrobiotophthora[sv] Reukauf 1912 emend. Tucker 1981
- родина Completoriaceae[en] Humber 1989
  - Completoria Lohde 1874
- родина Entomophthoraceae[en] Nowakowski 1877
  - підродина Erynioideae Keller 2005
    - Erynia (Nowakowski ex Batko 1966)
    - Eryniopsis[sv] Humber 1984 (in part)
    - Furia (Batko 1966) Humber 2005
    - Orthomyces[sv] Steinkraus, Humber & Oliver 1988
    - Pandora Humber 2005
    - Strongwellsea[sv] Batko & Weiser 1965 emend. Humber 1976
    - Zoophthora Batko 1964 emend. Ben-Ze’ev & Kenneth 2005

  - підродина Entomophthoroideae Keller 2005
    - Batkoa[sv] Humber 2005
    - Entomophaga Batko 1964 emend. Humber 1989
    - Entomophthora Fresenius 1856
    - Eryniopsis[sv] Humber 1984
    - Massospora[en] Peck 1879 emend. Soper 1974
- родина Meristacraceae[sv] Humber 1989
  - Meristacrum[sv] Drechsler 1940 emend. Tucker & Humber 1981
  - Tabanomyces Couch et al.